# رضوان سعیدی
رضوان سعیدی (انگلیسی: Redouane Saïdi؛ زادهٔ ۱۳ مهٔ ۱۹۷۱) بازیکن هندبال اهل الجزایر بود.